# Stobrawa, Voivodato de Opole
Stobrawa [stɔˈbrava] (en alemán: Stoberau) es un pueblo ubicado en el distrito administrativo de Gmina Popielów, dentro del Condado de Opole, Voivodato de Opole, en el sur de Polonia occidental. Se encuentra aproximadamente a 31 kilómetros al noroeste de la capital regional Opole.
Antes de 1945, el área fue parte de Alemania.
El pueblo se encuentra en el río Stobrawa, dentro del área protegida llamada Parque de Paisaje Stobrawa.